# SM-liiga 2002/2003
SM-liiga 2002/2003 byla 28. sezonou Finské ligy ledního hokeje. Mistrem se stal tým Tappara Tampere.

## Základní část
| Poř. | Tým                     | Z  | V  | VP | PP | P  | VG  | IG  | +/-  | B  |
| ---- | ----------------------- | -- | -- | -- | -- | -- | --- | --- | ---- | -- |
| 1    | Hämeenlinnan Pallokerho | 56 | 39 | 7  | 2  | 10 | 209 | 125 | +84  | 87 |
| 2    | Jokerit Helsinky        | 56 | 35 | 6  | 0  | 15 | 154 | 108 | +46  | 76 |
| 3    | Kärpät Oulu             | 56 | 32 | 8  | 1  | 16 | 187 | 141 | +46  | 73 |
| 4    | Espoo Blues             | 56 | 27 | 10 | 4  | 19 | 166 | 145 | +21  | 68 |
| 5    | Tappara Tampere         | 56 | 29 | 5  | 2  | 22 | 156 | 119 | +37  | 65 |
| 6    | JYP Jyväskylä           | 56 | 28 | 7  | 2  | 21 | 152 | 146 | +6   | 65 |
| 7    | IFK Helsinky            | 56 | 23 | 9  | 2  | 24 | 177 | 165 | +12  | 57 |
| 8    | TPS Turku               | 56 | 24 | 6  | 2  | 26 | 138 | 138 | 0    | 56 |
| 9    | Lukko Rauma             | 56 | 21 | 8  | 5  | 27 | 130 | 153 | -23  | 55 |
| 10   | Ässät Pori              | 56 | 19 | 8  | 4  | 29 | 125 | 154 | -29  | 50 |
| 11   | SaiPa Lappeenranta      | 56 | 19 | 6  | 4  | 31 | 134 | 172 | -38  | 48 |
| 12   | Pelicans Lahti          | 56 | 15 | 2  | 4  | 39 | 120 | 182 | -62  | 36 |
| 13   | Ilves Tampere           | 56 | 10 | 4  | 5  | 42 | 111 | 211 | -100 | 29 |

## Play off

### Čtvrtfinále
- Hämeenlinnan Pallokerho – TPS Turku 4:3 (1:2, 3:1, 2:3 P, 0:4, 3:1, 7:0, 6:1)
- Jokerit Helsinky – IFK Helsinky 4:0 (2:1, 4:2, 5:2, 4:1)
- Kärpät Oulu – JYP Jyväskylä 4:3 (2:5, 4:1, 2:3 P, 2:4, 6:2, 4:1, 3:1)
- Espoo Blues – Tappara Tampere 3:4 (4:1, 4:2, 2:3 P, 1:4, 4:3 P, 0:2, 1:2 P)

### Semifinále
- Hämeenlinnan Pallokerho – Tappara Tampere 2:3 (3:2 P, 1:2, 3:2 P, 1:2 P, 2:4)
- Jokerit Helsinky – Kärpät Oulu 2:3 (1:0, 2:4, 3:0, 1:2, 0:2)

### O 3. místo
- Hämeenlinnan Pallokerho – Jokerit Helsinky 3:0 (hráno na jeden zápas)

### Finále
- Kärpät Oulu – Tappara Tampere 0:3 (2:3 P, 0:3, 3:4 P)

Titul z České republiky získali Jiří Marušák